# Edward Piercy
Edward Charles "Ted" Piercy (26 de dezembro de 1882 — 3 de janeiro de 1968) foi um ciclista britânico. Defendeu as cores do Reino Unido na prova de tandem nos Jogos Olímpicos de 1908, realizada em Londres.